# Javorná (Bochov)
Javorná (deutsch Gabhorn) ist ein Ortsteil der Gemeinde Bochov (Buchau) im Bezirk Karlsbad in Tschechien.

## Lage
Javorná liegt ca. sechs Kilometer südwestlich von Bochov (Buchau). Nachbarorte sind Nové Kounice (Neukaunitz) im Westen, Rybničná (Teichhausen) im Norden, Český Chloumek (Böhmisch Kilmes) im Süden, Německý Chloumek (Deutsch Kilmes) im Nordosten und Číhaná (Tschies) im Südosten. 

## Geschichte

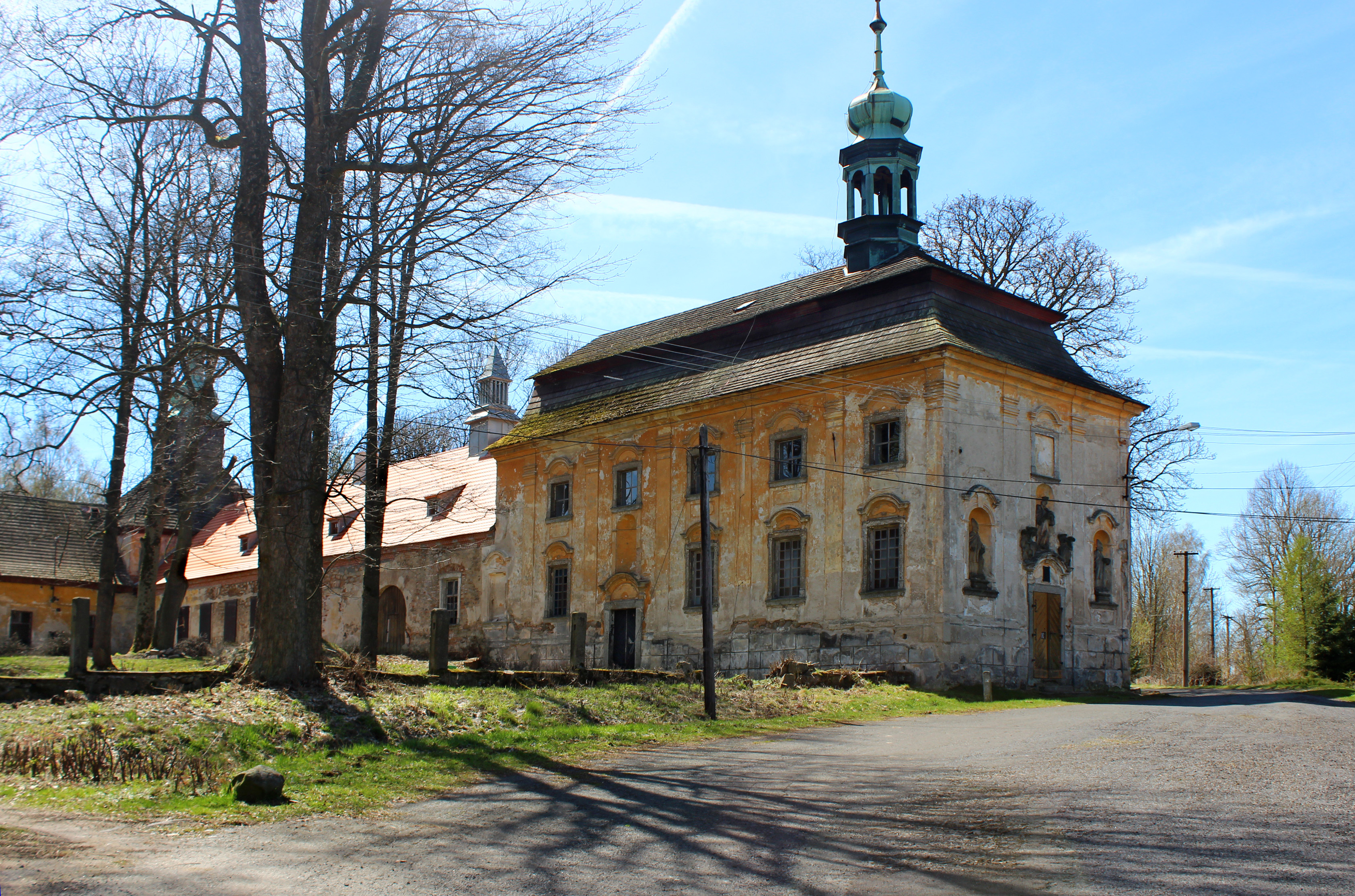
Schloss Gabhorn

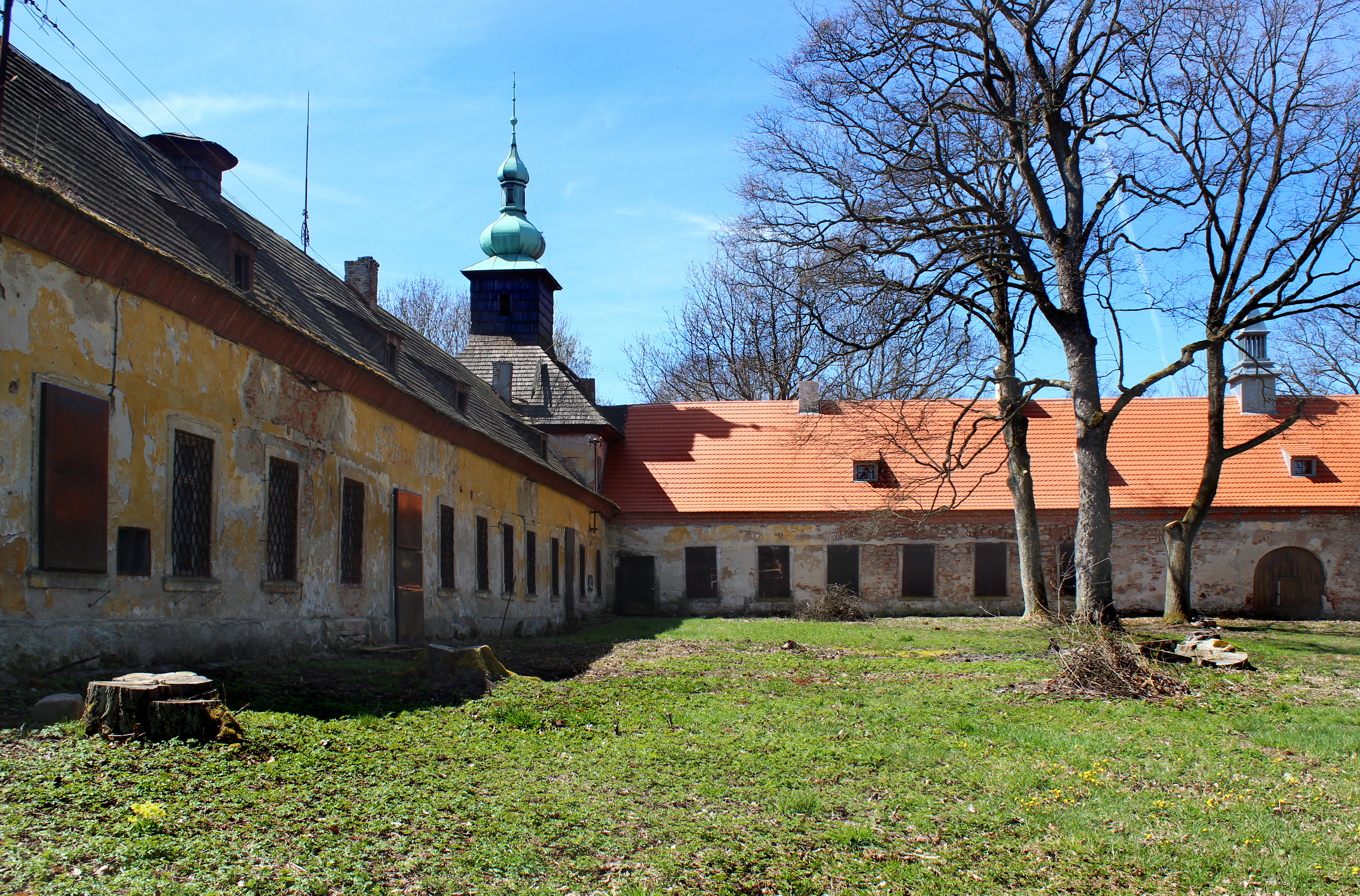
Hinterer Gebäudetrakt

Als Besitzer des Dorfes und der Feste Gabhorn erscheinen von 1366 bis 1375 Leuthold von Jaborn und 1400 Laurenz Sperling. Danach wurde es ein zur Engelsburg gehöriger Lehnsbesitz. 1406 gelangte die Herrschaft an Ulrich Zajíc von Hasenburg, nach dessen Tod spätestens 1414 an die königliche Kammer. Seit Mitte des 15. Jahrhunderts konnten sich die Vögte von Plauen als Besitzer behaupten. 1532 vereinigte Heinrich IV. von Plauen nach seinem Umzug die Engelsburg mit Neuhartenstein zu einer Herrschaft, wie aus einem Zins- und Einkommensregister von 1537/38 hervorgeht. 1567 war der Inhaber Niklas Lobkowitz von Hassenstein, der wenig später die Engelsburg und die Dörfer Solmus, Gießhübel, Langgrün, Höfen, Lang-Pürk, Lomitz, Gabhorn, Trossau, Donawitz, Funkenstein, Espenthor, Satteles, Rittersgrün, Rodisfort, Unter- und Oberlomitz, Zwetbau, Mühldorf, Altdorf, Hartmannsgrün, Schemitz, Schönau, Olitzhaus, und Ranzengrün mit vollständig deutschsprachiger Einwohnerschaft an seinen Schwager Dietrich von Vitzthum verkaufte. Dessen Erben traten die Güter 1570 für 32.500 Schock an den Tiroler Edelmann Caspar Colonna Freiherr von Fels ab, der sich mit Anna Gräfin von Schlick vermählte und bereits wenige Jahre darauf starb. Nach dem Tode seiner Witwe 1594 erbten die Herrschaft deren Söhne Leonhard und Friedrich Colonna Freiherr von Fels. Leonhard erhielt Gießhübel und Engelhaus, Friedrich hingegen Gabhorn und durch Zukauf 1602 Neudek. Friedrich Colonna starb 1614 auf Gabhorn, worauf seine Witwe Anna Barbara geb. von Schönburg die Herrschaft über Neudek und Gabhorn in Vormundschaft ihrer noch unmündigen Kinder führte. Die Protestantin unterwarf sich dem Kaiser, indem sie dem Kommissar Fürst Karl von Liechtenstein Gehorsam gelobte und so vorerst im Besitz ihrer Güter blieb. 1625 erbten ihre Söhne Johann Georg, Wilhelm und Wolf Leonhard Colonna von Fels die Liegenschaften. Sie entschlossen sich, die Güter am 4. Januar 1629 an ihren Schwager Johann Philipp Cratz Graf zu Scharffenstein für 130.000 Gulden zu verkaufen, der jedoch den Kaufschilling nicht aufbringen konnte. Die Brüder wurden wegen der Teilnahme an einer erneuten Rebellion gegen den Kaiser von der Friedländischen Kommission angeklagt und Neudek und Gabhorn eingezogen. Seit den 1630er Jahren gehörte Gabhorn dem kaiserlichen Diplomaten Gerhard Freiherr von Questenberg. Das Gut Gabhorn bestehend aus Teichhäusel, Gabhorn, Leimgruben, Lang-Lamitz, Alt-Donawitz, Neu-Donawitz, Trossau, Neu-Kaunitz, Funkenstein, Birkenhammer, Ziegelhütte, Kohlhau, Schneidmühl, Gängerhäusel, Mieß und Pirten bildete seitdem mit der Herrschaft Petschau ein Dominium. Bis Mitte des 18. Jahrhunderts verblieb die Herrschaft in Besitz der Familie von Questenberg. 1813 war der Besitzer Herzog Friedrich Alexander August von Beaufort-Spontin, auf ihn folgte 1817 sein Sohn Herzog Ladislaus von Beaufort-Spontin.
Gabhorn war vor 1789 zur Pfarrei Donawitz gepfarrt und wurde darauf zur eigenen Pfarrei erhoben. Eingepfarrt waren Gabhorn, Neu-Kaunitz, Teichhäuseln, Tschies und zeitweise Böhmisch-Kilmes. 1847 zählte das Dorf 62 Häuser mit 415 Einwohnern und eine öffentliche Kapelle. Die Patrimonialgerichtsbarkeit wurde im Kaisertum Österreich nach den Revolutionsjahren 1848/49 aufgehoben. Seit 1850 gehörte die Gemeinde zum Gerichtsbezirk Petschau und im Zuge der Trennung der politischen von der judikativen Verwaltung ab 1868 zum Bezirk Tepl. Nach dem Ersten Weltkrieg wurde Gabhorn 1919 der neu geschaffenen Tschechoslowakei zugeschlagen. 1930 zählte die Pfarrei Gabhorn 1544 Katholiken und 8 Nichtkatholiken. In Folge des Münchner Abkommens gehörte Gabhorn von 1938 bis 1945 zum Landkreis Tepl, Regierungsbezirk Eger, im Reichsgau Sudetenland des Deutschen Reichs. Nach Ende des Zweiten Weltkriegs wurde die deutsche Bevölkerung in den Jahren 1945–1946 vertrieben.

## Sehenswürdigkeiten
- Schloss Gabhorn, erbaut 1729 bis 1730 von der Familie von Questenberg
- Schlosskapelle St. Johann Nepomuk, diente später als Pfarrkirche

## Persönlichkeiten
- Friedrich Colonna von Fels (um 1575–1614), böhmischer Adeliger, Grundherr
- Gerhard von Questenberg (um 1586–1646), kaiserlicher Diplomat, Grundherr